# Joan Bastardas i Parera
Pour les articles homonymes, voir Parera.
Joan Bastardas i Parera, né à Barcelone le 4 février 1919 et mort dans cette même ville le 31 janvier 2009, est un latiniste et romaniste catalan.

## Biographie
Joan Bastardas i Parera est le fils de l’avocat et homme politique Albert Bastardas i Sampere. Il a fait ses études à l’Université de Barcelone avec Marià Bassols de Climent, puis la thèse de doctorat pour laquelle il a reçu le prix Antonio de Nebrija (1951). Il a été aussi indirectement élève du latiniste suédois Dag Norberg.
Nommé assistant, agrégé (1967), puis professeur (1976) à l’Université de Barcelone, sa recherche a été dédiée au latin médiéval (notamment hispanique) et au catalan prélittéraire. Il a été directeur (1960-1985) du projet de recherche Glossarium Mediae Latinitatis Cataloniae, dictionnaire du latin médiéval de la Catalogne, projet qui fait partie du Novum Glossarium Mediae Latinitatis de l’Union Académique Internationale.
Il était aussi membre du Conseil de Direction de la "Fundació Bernat Metge", qui publie les classiques grecques et latins avec une traduction catalane. Il a aussi collaboré à l'Enciclopedia Lingüística Hispánica.
En 1972 il a été élu membre de l’Institut d'Estudis Catalans, dont il fut vice-président de 1983 à 1986 et directeur des « Oficines Lexicogràfiques » (1990-1992). Il était aussi membre de l'Acadèmia de Bones Lletres de Barcelona depuis 1977 ; son discours de réception portait sur les Usatges de Barcelona (coutumes de Barcelone, du XIIe siècle), qu'il a édité.
Il a reçu la Creu de Sant Jordi de la Generalitat de Catalunya en 1991, le prix Manuel Sanchis Guarner en 1996, le prix pour des œuvres d’essai de l’Institució de les Lletres Catalanes en 1997 et la médaille l'Institut d’Estudis Catalans en 1997.

## Œuvres
- Particularidades sintácticas del latín medieval: Cartularios españoles de los siglos VIII al XII (1953). [Thèse de doctorat. Prix Antonio de Nebrija]
- Usatges de Barcelona. El codi a mitjan segle XII (Barcelona: Fundació Noguera, 1984), éditeur  (ISBN 8439830858) [Usatici Barchinonae ; coutumes de Barcelone du XIIe siècle]
- La llengua catalana mil anys enrere (Barcelona: Curial, 1995)  (ISBN 9788472569041) [recueil d’articles sur le catalan prélittéraire]
- Diàlegs sobre la meravellosa història dels nostres mots (Barcelona: Edicions 62, 1997)  (ISBN 9788429740769)
- Els "camins del mar" i altres estudis de llengua i literatura catalana (Barcelona: Publicacions de l'Abadia de Montserrat, 1998)  (ISBN 9788478269259)
- Llegir i entendre. Estudis dispersos (Barcelona: Universitat de Barcelona, 2012)  (ISBN 978-84-475-3572-9)